# Chute du régime Assad
La chute du régime Assad, aussi appelé Syrie baasiste, survient le 8 décembre 2024 après plusieurs jours de replis des forces loyalistes face aux offensives majeures de l'opposition syrienne menée par l'organisation Hayat Tahrir al-Cham, au cours de la guerre civile syrienne qui a débuté en 2011. La chute de Damas marque la fin du règne de 54 ans de la dynastie Assad, qui a imposé à la Syrie une dictature héréditaire depuis la « révolution correctrice » menée par Hafez el-Assad en 1970.
Le fils et successeur Bachar el-Assad fuit la capitale à bord d'un avion dans la nuit du 7 au 8 décembre. Les rebelles syriens déclarent leur victoire à la télévision d'État, tandis que le ministère russe des Affaires étrangères annonce la démission d'Assad et son départ de Syrie. Le 9 décembre, la Russie annonce que l'ex-dictateur et sa famille sont à Moscou, où ils bénéficient de l'asile « humanitaire ».
Bachar el-Assad est le dernier chef d'État à être renversé par la vague des printemps arabes, après le Tunisien Zine el-Abidine Ben Ali, l'Égyptien Hosni Moubarak et le Libyen Mouammar Kadhafi (exécuté) en 2011, le Yéménite Ali Abdallah Saleh (assassiné) en 2012 et le Soudanais Omar el-Bechir en 2019.
Après la chute d’Assad, les forces aériennes des États-Unis, d'Israël et de la Turquie ont mené des frappes sur des sites syriens clés, ce qui a considérablement affaibli le dispositif militaire syrien qui était déjà obsolète.

## Dynastie Assad

### Fondation du régime
La famille el-Assad, également connue sous le nom de dynastie Assad, est une famille politique syrienne qui dirige la Syrie depuis que Hafez el-Assad est devenu président de la Syrie en 1971 avec le parti Baas syrien. Après sa mort en juin 2000, son fils Bachar lui succède,,,.
Hafez al-Assad a construit son régime comme une bureaucratie marquée par un culte de la personnalité particulier, inhabituel dans l’histoire syrienne moderne. Des images, des portraits, des citations et des éloges d'Assad sont affichés partout, des écoles aux marchés publics et aux bureaux du gouvernement ; Hafez al-Assad est appelé le « Leader immortel » et « al-Muqaddas (« le Sanctifié ») » dans l'idéologie officielle assadiste. Hafez a réorganisé la société syrienne sur une base militariste et a constamment invoqué la rhétorique conspiratrice sur les dangers des complots soutenus par l'étranger et encouragés par les partisans de la cinquième colonne, et a promu les forces armées comme un aspect central de la vie publique,,.
Depuis la prise du pouvoir par Hafez el-Assad en 1970, la propagande d'État a promu un nouveau discours national fondé sur l'unification des Syriens sous « une seule identité baasiste imaginaire », ainsi que sur l'assadisme. Les paramilitaires fervents et loyalistes connus sous le nom de Shabiha (« fantômes ») divinisent la dynastie Assad à travers des slogans tels que « Il n'y a pas d'autre Dieu que Bachar ! » et mènent une guerre psychologique contre les populations non conformistes.

### Bachar el-Assad
Après la mort de Hafez, le culte de la personnalité est repris par son fils et successeur Bachar el-Assad, salué par le parti comme le « Jeune leader » et « l'espoir du peuple ». Fortement influencée par le modèle nord-coréen de la dynastie Kim, la propagande officielle attribue des traits divins à la dynastie Assad et vénère les patriarches Assad comme les pères fondateurs de la Syrie moderne,,.
En 2011, les États-Unis, l'Union européenne et la majorité de la Ligue arabe appellent Assad à la démission à la suite de la répression des manifestants du Printemps arabe lors des événements de la révolution syrienne, qui conduisent à la guerre civile syrienne. La guerre civile fait environ 580 000 morts, dont au moins 306 000 non-combattants. Selon le Réseau syrien des droits de l’homme, les forces pro-Assad ont causé plus de 90 % de ces décès civils. Le gouvernement Assad a perpétré de nombreux crimes de guerre au cours de la guerre civile syrienne,,,,,, et l'armée d'Assad, les Forces armées arabes syriennes, a également mené plusieurs attaques avec des armes chimiques. L’attaque chimique la plus meurtrière a été une attaque au gaz sarin à Ghouta le 21 août 2013, qui a tué entre 281 et 1 729 personnes.
En décembre 2013, la haut-commissaire des Nations unies aux droits de l’homme, Navi Pillay, a déclaré que les conclusions d’une enquête de l’ONU impliquaient Assad dans des crimes de guerre. Les enquêtes menées par le mécanisme d’enquête conjoint OIAC-ONU et l’IIT OIAC-ONU ont conclu, respectivement, que le gouvernement Assad était responsable de l’attaque au sarin de Khan Cheikhoun en 2017 et de l’attaque chimique de Douma en 2018. Le 15 novembre 2023, la France a émis un mandat d’arrêt contre Assad pour l’utilisation d’armes chimiques interdites contre des civils en Syrie. Assad a catégoriquement nié ces accusations et a accusé des pays étrangers, en particulier les États-Unis, de tenter de provoquer un changement de régime.

## Prise de pouvoir par l'opposition

### Évolution rapide de la situation à l'automne 2024

Carte des offensives de l'opposition syrienne en 2024. Instantané des différentes forces et derniers mouvements rebelles au 7 12 2024.

Le 7 décembre 2024, les forces de l’opposition ont pris le contrôle total de Homs après environ vingt-quatre heures d’engagement militaire concentré. L’effondrement rapide des défenses gouvernementales a entraîné le retrait précipité des forces de sécurité, qui ont détruit des documents sensibles au cours de leur retraite. Cette prise a permis aux forces insurgées de prendre le contrôle d'infrastructures de transport essentielles, en particulier de la jonction autoroutière reliant Damas à la région côtière alaouite, où se trouvaient à la fois la base de soutien d'Assad et les installations militaires russes.
Les forces du Hezbollah, alliées à Assad, se sont retirées de la ville voisine d'al-Qusayr, évacuant environ 150 véhicules blindés et des centaines de combattants. La réduction du soutien des alliés clés, y compris l'implication réduite de la Russie en raison de ses efforts sur son invasion de l'Ukraine, et l'engagement simultané du Hezbollah dans le conflit avec Israël, sont censés contribuer à l'affaiblissement de la position du régime.
La prise de contrôle de Homs par les forces de l'opposition a provoqué de nombreuses célébrations publiques, les habitants participant à des manifestations de rue. Les participants ont scandé des slogans anti-Assad, notamment : « Assad est parti, Homs est libre » et « Vive la Syrie, à bas Bachar al-Assad », ont retiré les symboles du régime, dont des portraits du Président Assad, tandis que les combattants de l'opposition célébraient la victoire, notamment en tirant des coups de feu.
Le 7 décembre, les rebelles syriens ont annoncé qu'ils avaient commencé à encercler Damas après avoir conquis les villes voisines, le commandant rebelle Hassan Abdel Ghani déclarant que « nos forces ont commencé à mettre en œuvre la phase finale de l'encerclement de la capitale Damas ». Les rebelles ont commencé à encercler la capitale après avoir pris Al-Sanamayn, une ville située à 20 km à l'entrée sud de Damas. Dans la soirée, les forces progouvernementales avaient quitté les villes de la périphérie de Damas, notamment Jaramana, Qatana, Mouadamiyat al-Sham, Darayya, Al-Kiswah, Al-Dumayr, Deraa et les sites proches de la base aérienne de Mezzeh.
L'armée syrienne a tenté de maintenir l'ordre public par le biais de programmes diffusés par les médias d'État, exhortant les citoyens à ignorer ce qu'elle qualifie de « fausses nouvelles » visant à déstabiliser la sécurité nationale. Les dirigeants militaires ont assuré à la population leur engagement continu à défendre le pays, même si leur capacité à le faire semblait de plus en plus limitée. Les unités de reconnaissance de l'opposition ont pénétré les défenses de la capitale, établissant des positions dans des endroits stratégiques de la ville. Des équipes d'opérations spéciales ont mené des recherches pour retrouver le Président Assad à Damas, mais leurs efforts pour le localiser se sont avérés infructueux.

### Entrée des rebelles à Damas
Sur la place principale de Jaramana, les manifestants ont démonté une statue[Quand ?] de Hafez el-Assad. Dans la soirée, les forces pro-gouvernementales se seraient retirées de plusieurs banlieues où des manifestations de grande ampleur ont éclaté.
Selon certaines informations[Par qui ?], de hauts responsables[Lesquels ?] du régime d'Assad à Damas auraient engagé des négociations avec les forces de l'opposition concernant d'éventuelles défections. Ces développements ont coïncidé avec le démenti des responsables iraniens[Lesquels ?] concernant les informations suggérant qu'Assad avait fui le pays, bien que des sources[Lesquelles ?] aient indiqué que le lieu où il se trouvait à Damas restait inconnu. Après l'entrée des forces de l'opposition, la garde présidentielle d'Assad n'a plus été déployée à sa résidence habituelle. En début de soirée, les forces rebelles n'ont trouvé aucun renseignement fiable sur la localisation d'al-Assad et ont tenté de le retrouver.
Le 8 décembre, Hayat Tahrir al-Cham a annoncé sur son compte Twitter/X officiel qu'il avait libéré la population carcérale de la prison de Sednaya, l'un des plus grands centres de détention de Syrie, situé dans la périphérie de Damas. L'organisation a considéré cette libération comme une victoire symbolique et stratégique pour ses forces face aux violations des droits de l'homme commises par le passé, et comme un signe de la fin des injustices du régime Assad.
L'entrée de l'opposition à Damas s'est faite avec une résistance minimale en raison de la faiblesse des forces encore fidèles au régime dans certains quartiers de la ville et de la dissolution rapide de leurs positions défensives, ce qui a permis aux rebelles de prendre plusieurs quartiers. L'Observatoire syrien des droits de l'homme a confirmé que les forces de l'opposition ont réussi à s'emparer de plusieurs installations stratégiques à Damas, notamment du bâtiment de la Télévision arabe syrienne, le média d'État, et de l'aéroport international. Elles ont également pris le contrôle des principales voies de communication et des quartiers importants de Damas, notamment celui de Mazzeh,.

### Exil de la famille Assad
Aux premières heures du 8 décembre, le président Assad quitte Damas à bord d'un avion pour une destination inconnue, alors que les conditions de sécurité se détériorent rapidement dans la capitale, selon deux hauts responsables de l'armée syrienne. Dans le même temps, des habitants signalent avoir entendu le cri de Allahu akbar (« Dieu est grand ») et des tirs nourris à travers Damas,. De hauts responsables militaires ont confirmé plus tard le départ d'Assad de l'aéroport international de Damas, après quoi les troupes gouvernementales qui s'y trouvaient ont abandonné leurs positions. Rami Abdel Rahman (de l'Observatoire syrien des droits de l'homme) confirme que Bachar al-Assad a « quitté la Syrie via l'aéroport international de Damas »,.
La première dame Asma al-Assad s'était installée en Russie avec les trois enfants du couple environ une semaine avant que les forces de l'opposition ne commencent leur avancée vers Damas. Des rapports simultanés indiquent que des membres de la famille élargie d'Assad, y compris des proches de la lignée de sa sœur, se sont réfugiés aux Émirats arabes unis. Dans les jours précédant l'avancée de l'opposition, des responsables égyptiens et jordaniens auraient exhorté Bachar al-Assad à quitter le pays et à former un gouvernement en exil, bien que le ministère égyptien des Affaires étrangères et l'ambassade de Jordanie aient nié avoir agi ainsi,.
Après le départ des membres de la famille Assad, des vidéos montrant des groupes de personnes à l'intérieur de la résidence abandonnée de Bachar al-Assad à al-Maliki ont circulé en ligne.
Le 8 décembre 2024 en soirée, l'agence de presse russe Interfax annonce que « le président syrien Assad est arrivé à Moscou. La Russie leur a accordé [à lui et à sa famille] l’asile pour des raisons humanitaires », ce que confirme l'agence d'État russe Tass. Selon le journaliste Georges Malbrunot, Bachar el-Assad aurait prémédité sa fuite quelques jours avant lors d'un voyage à Moscou pendant la bataille d'Alep, au cours duquel son allié Vladimir Poutine se serait montré réticent à l'idée de le soutenir militairement, mais pas de l'exfiltrer. Malgré cet échange, Assad serait resté dans le déni de sa probable défaite, et n'aurait pris la décision de s'enfuir qu'au dernier moment, sans prévenir ses proches (sa femme et ses enfants étaient déjà à Moscou) qui ont constaté, effarés, sa disparition samedi soir.
Assad a utilisé un avion privé pour transporter secrètement de l'argent liquide, des objets de valeur et des documents confidentiels détaillant le réseau d'entreprises soutenant sa richesse. L'ensemble de la mission a été menée par son conseiller économique, Yasar Ibrahim, afin de transférer l’ensemble des avoirs d’Assad, ses collaborateurs, le personnel présidentiel et des membres de sa famille vers les Émirats arabes unis à bord de l’avion C5-SKY, qui a effectué quatre vols consécutifs. Le jet Embraer Legacy 600 a été loué par Ibrahim auprès de son propriétaire libanais, Mohamad Wehbe. L'appareil transportait 500 000 dollars en liquide, ainsi que des documents précieux, des ordinateurs portables et des disques durs contenant des renseignements sensibles sur "Le Groupe" – le nom de code utilisé par Assad, Ibrahim et leurs associés pour désigner le réseau complexe d'entités. Entre le 6 et le 7 décembre 2024, trois vols ont été effectués depuis Dubaï et l’aéroport d’Al Bateen à Abou Dhabi vers l’aéroport international de Damas. Le dernier vol enregistré a eu lieu le 8 décembre, avec à son bord Ahmed Khalil Khalil, un proche collaborateur d’Ibrahim et un membre clé du cercle restreint d’Assad. Il aurait transporté 500 000 dollars en liquide et a été conduit à la base aérienne de Hmeimim, exploitée par la Russie dans la province syrienne de Lattaquié, dans un véhicule blindé appartenant à l’ambassade des Émirats. Yasar Ibrahim est arrivé à Abou Dhabi le 11 décembre 2024.

## Transition politique
Le chef du Hayat Tahrir al-Cham, Abou Mohammed al-Joulani, a déclaré sur Telegram que les institutions publiques syriennes ne seraient pas immédiatement remises à ses forces militaires, mais seraient plutôt temporairement détenues par le Premier ministre syrien Mohammad Ghazi al-Jalali jusqu'à ce que la transition politique complète soit achevée. Al-Jalali a annoncé dans une vidéo sur les réseaux sociaux qu'il prévoyait de rester à Damas et de coopérer avec le peuple syrien, tout en exprimant l'espoir que la Syrie pourrait devenir « un pays normal » et commencer à s'engager dans la diplomatie avec d'autres nations.

## Réactions

### En Syrie

#### Au sein des forces d'opposition
Le président de la Coalition nationale syrienne, Hadi al-Bahra, a annoncé dimanche la chute de Bachar Al-Assad.
Hayat Tahrir al-Cham, la principale force d'opposition impliquée dans l'éviction d'Assad, a déclaré la Syrie « libérée » après le départ d'Assad. Le groupe a publié des proclamations sur les réseaux sociaux annonçant la fin de ce qu'il a appelé une « ère sombre » et a promis une « nouvelle Syrie » où « tout le monde vit en paix et où la justice prévaut ». Ces déclarations s'adressaient spécifiquement aux personnes déplacées et aux anciens prisonniers politiques, et les invitaient à revenir.

#### Au sein de la population
Damas a été le théâtre de célébrations publiques, notamment sur la symbolique place des Omeyyades, le traditionnel centre de l'autorité gouvernementale où se trouvent le ministère de la Défense et le quartier général des forces armées syriennes. Des civils se sont rassemblés autour d'équipements militaires abandonnés, et les images diffusées sur les réseaux sociaux montrent les célébrations accompagnées de musique et de manifestations publiques. Les responsables du ministère de la Défense auraient évacué les locaux au cours de ces événements.

### Hors de Syrie

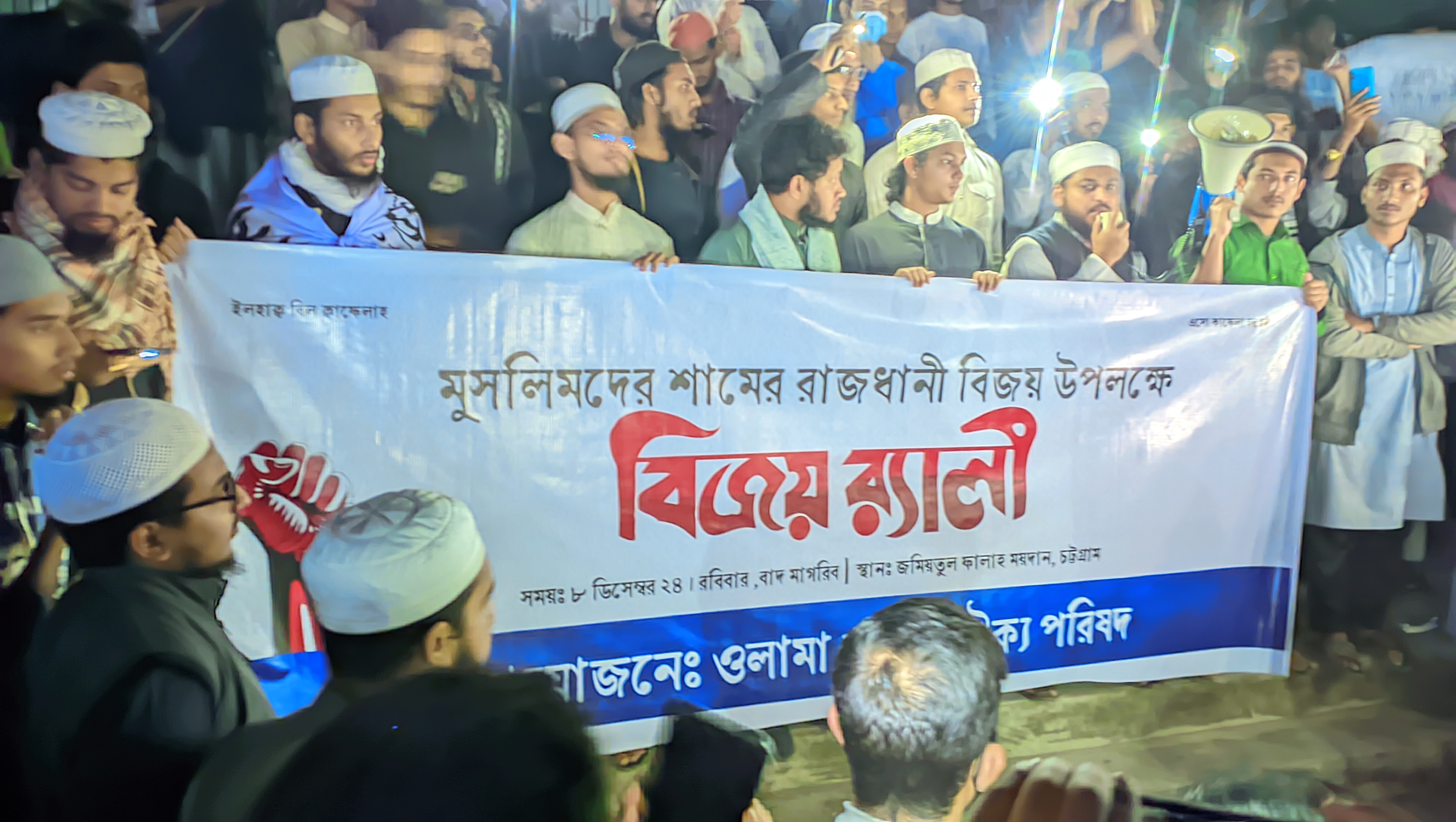
Célébrations à Chittagong, Bangladesh, après la chute d'Assad.

L’avancée rapide des forces d’opposition a focalisé l'attention internationale. Aux États-Unis, les responsables de l’administration Biden ont rapidement envisagé la possibilité de l'effondrement total du régime d’Assad. En Turquie, le président Recep Tayyip Erdoğan a exprimé son espoir de paix et de stabilité en Syrie après treize ans de conflit. En Israël, l'armée surveille étroitement la situation, notamment en ce qui concerne les réactions iraniennes, tout en soutenant les forces des Nations unies dans la lutte contre les groupes armés.
Le chef de la diplomatie qatarie, Cheikh Mohammed bin Abdulrahman Al Thani, a critiqué le manque d'action d'Assad sur les questions sociétales, économiques et politiques pendant les périodes de réduction des combats tout au long de la guerre. Dans ses remarques sur l’état du gouvernement syrien, Al Thani a souligné l’importance d’établir un nouveau processus politique et de s’engager dans la diplomatie avec le nouveau gouvernement syrien. Le président français Emmanuel Macron, quant à lui, a salué la chute de « l'État de la barbarie » en Syrie sur Twitter.
Au Liban où sont réfugiés de très nombreux Syriens, des centaines de personnes ont célébré la chute de Damas à Tripoli et au Akkar, dans le nord du pays, et à Bar Elias, des villes majoritairement peuplées de musulmans sunnites opposés au Hezbollah et au régime d'Assad. Le bureau du Parti Baas syrien à Halba a été pris d'assaut et un portrait d'Assad a été jeté et piétiné.

## Analyse des causes de la chute du régime

### Passivité et faiblesse des alliés du régime syrien
Natasha Hall, chercheuse principale au sein du programme Moyen-Orient du Centre d'études stratégiques et internationales, a attribué l'effondrement du régime à l'affaiblissement des alliés traditionnels d'Assad : la Russie et l'Iran. S'agissant de la Russie, plus grande puissance militaire alliée au régime, les raisons de sa non-intervention en Syrie sont multiplies :
- L'invasion russe de l'Ukraine l'a poussée à retirer la majeure partie de ses troupes de Syrie pour les redéployer sur le front ukrainien[46]. Ainsi, il n'y avait en novembre 2024 plus que dix avions de combat russes stationnés en Syrie contre une quarantaine au maximum de son intervention militaire dans ce pays[47].
- La guerre en Ukraine a également provoqué une concurrence entre la Russie et les pays occidentaux pour gagner des alliés dans les pays du Sud[40],[48]. Dans ce contexte, la Russie a estimé que de nouveaux bombardements en Syrie seraient coûteux pour son image sur la scène internationale, surtout au Moyen-Orient où Poutine cherche à apparaître comme un défenseur des populations arabes en critiquant le soutien américain à Israël[40],[48]. Ce risque s'est accru avec la progression rapide des rebelles syriens qui rendait la zone à bombarder pour les stopper de plus en plus étendue[49].
- La Russie a sous-estimé les rebelles syriens, ainsi que l'affaiblissement du Hezbollah après sa guerre contre Israël, et de l'Iran du fait des sanctions internationales et des coups portés par Israël[50]. Il est probable que les alliés du régime syrien, chacun affaiblis pour des raisons différentes, aient décidé de temporiser en se « reposant » chacun sur les autres, sans anticiper la chute du régime[50]. Des révélations ultérieures le confirment, les deux pays, Iran et Russie, s'étant plusieurs fois mutuellement accusés de ne pas avoir « fait leur part » pour stopper les rebelles syriens[51].
- L'Iran et la Russie, tout en étant alliés du régime, étaient en même temps concurrents en Syrie où chacun cherchait à maximiser sa propre influence[51]. Un mois après la chute du régime, le général iranien Behrouz Esbati accuse ses homologues russes de lui avoir menti pendant l'offensive des rebelles, en lui déclarant que l'aviation russe bombardait ces derniers, et qu'une aide matérielle russe allait lui être envoyée via la base de Hmeimim[51]. Le général iranien déplore également la passivité (avérée) de la Russie quant aux bombardements israéliens visant les forces iraniennes en Syrie, et va jusqu'à accuser l'armée russe d'avoir volontairement éteint des radars qui auraient pu servir à détecter les avions de Tsahal[51]. Selon le chercheur Aron Lund, si les parrains de Damas se livraient une guerre d’influence en coulisses, il est probable que Moscou ait été dépassé par les conséquences de ses manœuvres visant à affaiblir son concurrent iranien, et le paie cher avec la perte de son allié syrien[51].
- Par opportunisme, Vladimir Poutine soutient les dirigeants qui lui permettent de défendre et maintenir ses intérêts[52]. Lorsqu'il a senti que Bachar el-Assad était trop faible pour lui être encore utile, il a renoncé à le soutenir[52].

Ainsi, selon le géopolitologue Pascal Boniface, outre leurs affaiblissements, la passivité des alliés du régime syrien peut aussi s'expliquer par une baisse de confiance envers ce dernier. Le refus de Bachar el-Assad de soutenir l'axe de la résistance pendant les guerres d'Israël contre le Hamas et contre le Hezbollah,, ou encore de stopper le trafic de captagon a provoqué chez eux des rancœurs qui se sont retournées contre lui. Enfin, ces derniers ont perdu confiance dans la capacité de Bachar el-Assad à pacifier et à reconstruire son pays, et ont compris qu'il resterait probablement encore longtemps un allié encombrant qu'il faudrait soutenir à bout de bras. C'est aussi cette raison qui a poussé des soutiens plus distants du régime comme les Émirats arabes unis et l’Arabie saoudite (au nom de la « stabilité régionale ») à acter sa chute, puisque la paix ne revenait pas en Syrie, et le captagon continuait d'inonder leurs territoires.
Le 7 décembre, une réunion secrète se tient à Doha, capitale du Qatar (soutien diplomatique de HTC) entre des délégations turque, iranienne et russe pour négocier la fin des hostilités en Syrie en échange du départ de Bachar el-Assad. À la suite de cet échange, Moscou aurait contacté le président syrien et donné, ainsi qu’à sa famille, des garanties de sécurité en échange de l’ordre de retrait de son armée et de l’annonce de sa démission. Ce dernier n’a pas officiellement démissionné, mais a bien été évacué vers Moscou dans la nuit du 7 au 8 décembre, et s’y est vu accorder l’asile politique.
Selon Pascal Boniface, si « la faiblesse de ses alliés explique cette débâcle » (du régime syrien), « cette débâcle va renforcer la faiblesse de ses alliés ». En effet, selon The Economist, la Russie pourrait perdre la base aérienne de Hmeimim et la base navale de Tartous. Ces deux bases sont importantes pour la présence navale russe en mer méditerranée. Depuis l'invasion de l'Ukraine par la Russie, les détroits du Bosphore sont fermés à la marine de guerre russe en application de la convention de Montreux : ces bases sont donc importantes, notamment pour l'implication russe en Afrique subsaharienne. S'agissant de l'Iran, cette chute du régime syrien coupe de facto le « corridor chiite » utilisé par Téhéran pour menacer et frapper Israël,.

### Situation de l'armée syrienne
L'effondrement du régime syrien arrive au bout de plus de douze ans d'une guerre civile qui a décimé l’armée syrienne, par ailleurs minée par la corruption et les désertions. Par exemple, selon le chercheur spécialiste de la Syrie Thomas Pierret, certains soldats soudoyaient leurs officiers pour pouvoir quitter le front en prenant des permissions prolongées. Ceux qui étaient encore sur place, sous-payés (en raison notamment de la chute du cours de la livre syrienne) et craignant les représailles lorsqu'ils ont vu se profiler une probable défaite, ont majoritairement renoncé à se battre, voire pour certains décidé de vendre leurs armes aux rebelles. Enfin, la logistique était défaillante : les communications entre niveaux hiérarchiques ainsi qu'entre les lignes de front et les dépôts des stocks dysfonctionnaient, provoquant une incapacité des troupes à se coordonner, et des pénuries rapides de fuel et de munitions.
Ainsi, dans une situation contrastant avec la façon dont s'était déroulée jusqu'alors la guerre civile syrienne, c'est la coalition rebelle, pourtant hétéroclite, qui est apparue mieux organisée, commandée et centralisée que l'armée syrienne. Constatant que par ailleurs, les rebelles syriens ne se livraient pas à des exactions sur les populations des zones conquises, les soldats du régime ont été plus enclins à accepter de déposer les armes. Ces armes, souvent laissées sur place par les soldats en échange de l'acception de leurs redditions, étaient récupérées par les rebelles, ce qui facilitait leur progression.
Ainsi, selon le chercheur Scott Lucas, spécialiste du Moyen-Orient et de l’Afrique du Nord à l’université de Birmingham, l'offensive rebelle, qui avait au départ des objectifs modestes au nord du pays, a décidé de pousser son avantage face à la quasi-absence de résistance. En effet, selon le chercheur Muhsen al-Mustafa, Alep était leur cible principale, mais ces derniers n'avaient pas de plan opérationnel détaillé allant au-delà. Damas était un objectif de plus long terme pour la rébellion qui prévoyait une succession d'attaques organisée sur une période allant jusqu'à un an et demi. Finalement, la bataille de Homs aura été la seule dans laquelle il y a eu des combats intenses, mais le Hezbollah étant absent du front, l'armée syrienne n'a pas pu tenir seule.
Lorsque Bachar el-Assad a compris qu'il ne serait pas soutenu par ses alliés extérieurs, il a quitté le pays par avion, ce qui a provoqué une reddition massive de ses soldats. Dans une situation similaire à la prise éclair de Kaboul par les talibans en 2021, le départ du président syrien (à l'instar de celui du président afghan Ashraf Ghani) a accéléré la chute de la capitale aux mains des rebelles islamistes.
Il est intéressant de noter que contrairement à l'Égypte ou au Soudan où l'armée a su conserver ou bien reprendre le pouvoir après la chute du régime qu'elle protégeait, le régime Assad a entraîné son armée dans sa chute. Ce qui révèle que les officiers syriens avaient très peu d'autonomie par rapport à lui.

### Situation économique et politique de la Syrie
Selon Natasha Hall, les conditions économiques difficiles en Syrie, avec environ 90 % de la population vivant en dessous du seuil de pauvreté et de nombreux habitants vivant dans des camps de déplacés, ont contribué à l'érosion du soutien au régime. L'économie syrienne souffre de l'effondrement des infrastructures, de l'isolement international et des sanctions.
Ce faisant, la crise économique a fini par affecter les communautés alaouites dont est issue la famille Assad, et qui composaient les principaux viviers de recrutement pour l'armée syrienne. La faiblesse du régime l'a conduit à racketter à leurs tours ces communautés qu'il protégeait, déjà appauvries par les déplacements en temps de guerre, la perte du crédit de l'État et ses prises de contrôle prédatrices. Ainsi, à force de recentrer ses préoccupations sur sa propre survie et de titrer des revenus d'une économie en chute libre, Assad a en quelque sorte rompu un pacte implicite avec la communauté alaouite, qui a perdu des milliers d'hommes pour lui pour sa défense. La crise économique syrienne a donc érodé le soutien populaire jusqu'aux dernières populations qui pouvaient lui être encore favorables, y compris l'armée dont le niveau de vie s'est effondré à cause de la dévaluation de la livre syrienne et de l'inflation.
Jérôme Drevon, analyste senior de l'International Crisis Group, a fait remarquer qu'il serait « extrêmement difficile » pour l'opposition syrienne de décider d'un nouveau système de gouvernement en Syrie étant donné la diversité de la coalition rebelle, notant que si « certains groupes sont plus structurés, plus organisés », d'autres sont « des entités plus locales ».

### Soutiens étrangers aux rebelles syriens
Dans les jours qui suivent la chute de Damas, l’ampleur du rôle joué par la Turquie (qui nie toute responsabilité dans l’offensive) fait débat, mais son appui à des groupes rebelles qui lui sont largement subordonnés ne fait aucun doute. En outre, une semaine après la chute de Damas, le ministre turc des Affaires étrangères Hakan Fidan déclare avoir appuyé diplomatiquement les rebelles syriens en persuadant la Russie et l'Iran de ne pas intervenir. La question que se posent les analystes porte sur les intentions du président turc Recep Tayyip Erdoğan, à savoir s'il souhaitait affaiblir le régime syrien pour le pousser à négocier, ou a-t-il souhaité son renversement.
Selon Ömer Özkizilcik, analyste de politique étrangère basé à Ankara : « après le peuple syrien, le plus grand gagnant [à la chute du régime syrien] est la Turquie ». D’une part, ce bouleversement offre au président turc l'occasion de régler la question des trois millions de réfugiés syriens exilés en Turquie depuis le début de la guerre civile syrienne. Celle-ci étant terminée, et alors que la xénophobie envers les Syriens augmente en Turquie dans un contexte de crise économique, leur renvoi en Syrie est désormais envisageable. D’autre part, elle lui permet de poursuivre ses ambitions géopolitiques dans le Nord-Est syrien, sous contrôle notamment de la milice kurde des YPG, considérée comme une extension du PKK considéré comme terroriste par Ankara.
Dans une moindre mesure, l'Ukraine en guerre avec la Russie a apporté aux rebelles une aide matérielle significative, notamment par la livraison de 150 drones de combat, ainsi qu'une vingtaine d'instructeurs. Si le rôle joué par Kiev dans le renversement du pouvoir syrien est modeste, il participe à un effort plus large de déstabilisation des opérations russes au Moyen-Orient et en Afrique, où il appuie également les rebelles maliens, et l'armée soudanaise.

### Interventions militaires israéliennes en Syrie
Dès le début de l'offensive des rebelles syriens, de nombreuses voix, notamment parmi les responsables iraniens, considèrent que la chute du régime Assad fait partie d’un plan israélien, alors que les responsables de l’État hébreu se félicitent du coup porté à l’« axe de la résistance » mené par Téhéran. Cette accusation est notamment appuyée par le fait que la chute du régime intervient une dizaine de jours seulement après l’accord de cessez-le-feu conclu entre Israël et le Hezbollah, et les accusations de Benyamin Netanyahou, à l’encontre du président syrien, de permettre aux milices pro-iraniennes de menacer Israël depuis la Syrie. Le soir même, le groupe jihadiste HTC et des factions rebelles lançaient leur grande offensive.
Si ces accusations de complicité israélienne ne sont que des hypothèses puisque rien ne permet de prouver que la chute du régime Assad était un objectif pour Tel-Aviv, il est indéniable que les multiples coups portés par l'armée israélienne aux alliés du régime syrien ont contribué à son affaiblissement. Le bénéfice à long terme retiré par Israël à ce changement de régime est toutefois incertain. Si le clan Assad a toujours été un ennemi déclaré de l’État hébreu, ce dernier se trouve désormais face à une force inconnue, considérée par beaucoup comme islamiste. À court terme, ce bouleversement donne néanmoins à l'armée israélienne une fenêtre d'opportunité pour frapper le territoire syrien et détruire les sites où sont stockés des armes chimiques et des missiles à longue portée. Israël décide alors d'anéantir l'arsenal syrien (dépôts de munitions, chimiques ou conventionnelles, systèmes de défense antiaérienne, bases aériennes et leurs avions, marine) lors d'une campagne de bombardements aériens tout en occupant une partie du territoire syrien, devant servir de zone tampon.